# 呉光偉
呉 光偉（ご こうい、1911年 - 1979年）は、中国の翻訳家・通訳である。アメリカ人ジャーナリストアグネス・スメドレーの中国滞在中にその通訳を務め、その際の行動が結果的に毛沢東とその妻賀子珍の関係を決裂させることとなった。元の名は呉宣晨で、リリー・ウー（Lily Wu、呉莉莉、呉麗麗）の別名を持つ。

## 生涯
河南省に生まれた。2歳の時に家族で北京に移り住み、父は北京塩務局局長を務めていた。 小学・中学は北平のミッション・スクールに通った。1926年3月18日、段祺瑞政府に対する学生の抗議デモに参加したが、警察隊がデモ隊に発砲し、デモ参加者1人が死亡した。その後、上海のビジネスカレッジに転校し、英語の勉強に専念した。その後、北京に戻り、国立北平師範大学外国語学部在学中の1934年3月1日に張硯田と結婚した。
大学卒業後は、夫の日本留学を支援するために北平の中国戯曲学院で教鞭を執った。その後、夫の後を追って日本へ行ったが、3か月後に中国に戻り、1935年10月に国立南京戯曲学院に入学した。一旦北京に戻った後、延安に行って楊虎城の軍に参加し、陝西省政府民政局で働いていた。その後、中国共産党の通訳となった。アメリカ人ジャーナリストのアグネス・スメドレーの延安滞在中は、その秘書兼通訳を務めた。
スメドレーが延安にもたらした新たな変化の結果が、いわゆる「呉光偉事件」である。スメドレーは、延安では、執筆や取材だけでなく、延安に渡ったカナダ共産党のノーマン・ベチューンを支援し、滅鼠運動や避妊運動を組織化したほか、延安の革命家たちに社交ダンスを広めた。しかし、延安の若者の間で流行した社交ダンスに関しては、長征を経験した女性革命家の一部に、「男女が一緒に踊るのはモラルが悪く、夫婦関係が悪化する」と反対する者もいた。毛沢東の妻の賀子珍もその一人であり、最終的に賀子珍はスメドレーの住居に暴れ込み、呉光偉と物理的に衝突した。この事件の直接的な結果として、毛沢東と賀子珍の関係は危機的状況に陥って破局し、賀子珍はソ連に渡った。スメドレーと呉光偉はともに延安から「お引き取り願い」されることとなった。この事件の後まもなく、江青が延安に着任し、1938年11月に毛沢東と結婚した。
呉光偉は延安を離れた後、西安の国民政府軍事委員会戦時工作幹部訓練団第4団で働いた。呉光偉は共産党に戻ることを希望していたが、延安での経緯から拒絶された。
数年後、夫に同行して重慶に行き、その後台湾に渡った。1979年5月3日、国立台湾大学医学部附属病院で心臓病により死去した。